# Sminthopsis youngsoni
Sminthopsis youngsoni är en pungdjursart som beskrevs av N. L. McKenzie och Michael Archer 1982. Sminthopsis youngsoni ingår i släktet Sminthopsis och familjen rovpungdjur. IUCN kategoriserar arten globalt som livskraftig. Inga underarter finns listade. Artepitet i det vetenskapliga namnet hedrar den australiska zoologen W. Ken Youngson som undersökte många små rovpungdjur och som gav stöd åt olika expeditioner.
Arten är med en vikt av 9 till 14 g en mindre medlem i släktet Sminthopsis. Den har gulbrun päls på ovansidan som står i skarp kontrast till den vita undersidan. Pälsen kring ögonen och fram till munnen är mörkare. Djuret har en rosa svans som är lika lång som huvud och bål tillsammans. Mellan tårna på bakfoten finns korta hår. Tre honor som undersöktes 1982 var i genomsnitt 69 mm långa (huvud och bål), hade en 64,7 mm lång svans, 17,6 mm långa öron och 13,2 mm långa bakfötter. För åtta hannar registrerades i genomsnitt en kroppslängd av 68,2 mm, en svanslängd av 65,6 mm, 18 mm långa öron och 13,6 mm långa bakfötter. Öronen är på den gråa insidan och på utsidan täckta med hår.
Pungdjuret förekommer i centrala och nordvästra Australien. Arten vistas i torra och sandiga regioner med vegetation av gräs och några buskar. Honor kan ha sex ungar per kull.
Sminthopsis youngsoni är aktiv på natten och vilar på dagen i underjordiska bon som ofta skapades av ödlor. Den äter främst insekter. För att hitta föda vandrar individer av båda kön i genomsnitt 412 meter per natt och några hannar vandrar upp till 2000 meter. Därför antas att arten kan byta revir när tillgången till föda minskar i området kring boet.